# Red Bull Hardline

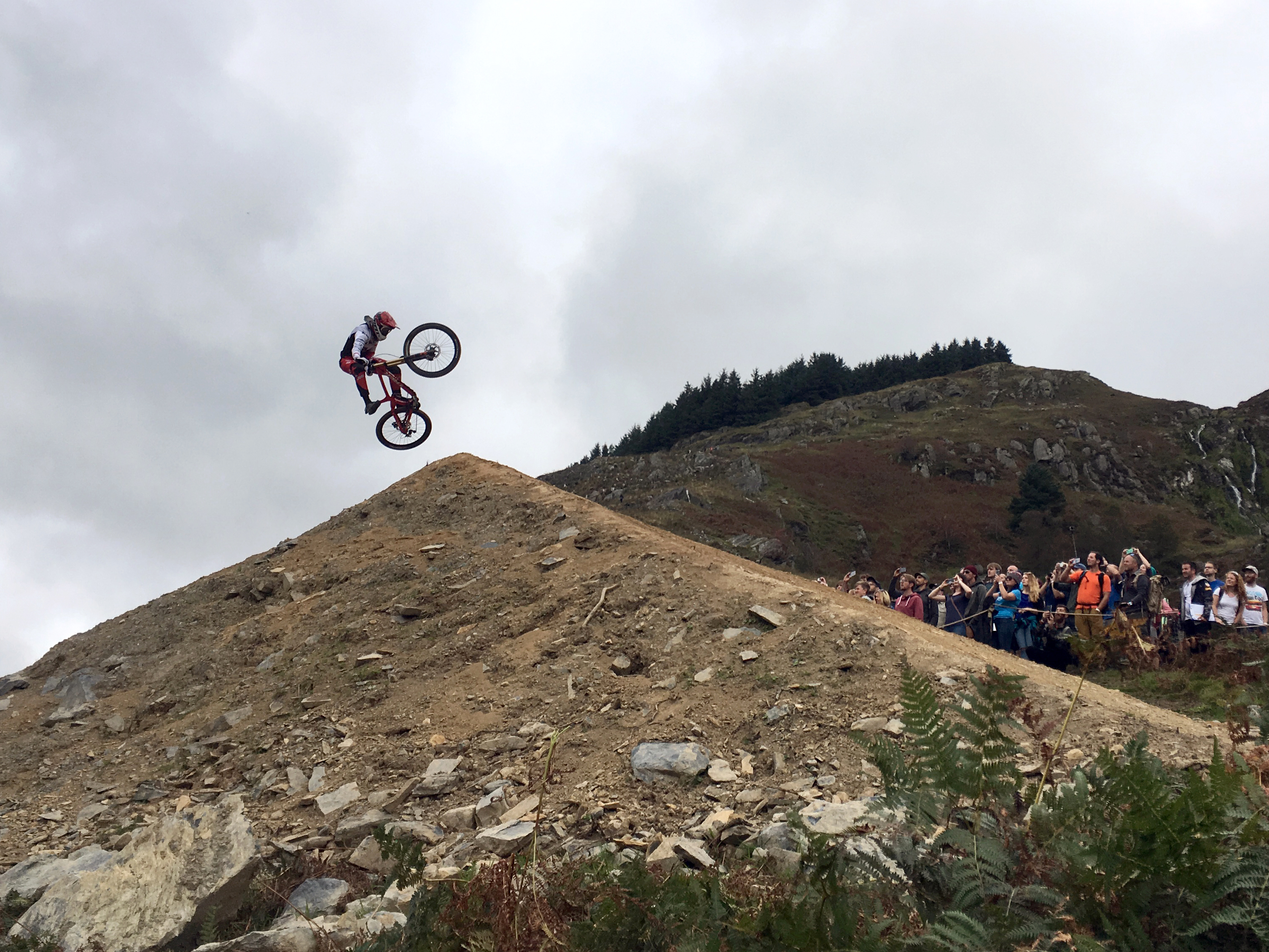
Sprung während des Red Bull Hardline im Jahr 2016.

Die Red Bull Hardline ist ein Einladungswettkampf im MTB-Downhill, der seit 2014 jährlich in Wales ausgetragen wird. Der Wettbewerb wird von Red Bull gesponsert und im Live-Stream übertragen. Seit 2024 findet unter dem Namen Red Bull Hardline ein zweites Rennen in Australien statt.

## Red Bull Hardline Wales

### Charakteristik
Die Rennstrecke befindet sich im Dyfi Valley im Norden von Wales und wurde von Dan Atherton gebaut, selbst professioneller Mountainbiker und Bruder der Ex-Weltmeister im Downhill Gee Atherton und Rachel Atherton.
Die Streckenführung stellt eine Art Super-Downhill dar, der die Grenzen des Möglichen ausloten soll und Elemente mit Anleihen aus dem Dirt Jump, BMX und Motocross enthält, die bei Weltcup- und anderen Rennen der UCI nicht erlaubt sind. Dazu gehören weite Sprünge, Monster-Drops von 10 Metern Höhe und Steilabfahrten.
Aufgrund der besonderen Schwierigkeiten dürfen nur Fahrer aus dem Downhill oder Freeride an den Start gehen, die von den Organisatoren ausgesucht und eingeladen wurden.

### Sieger
- 2024  Rónán Dunne
- 2023 wegen schlechten Windverhältnissen abgesagt[3]
- 2022  Jackson Goldstone
- 2021  Bernard Kerr
- 2020 wegen COVID-19-Pandemie abgesagt
- 2019  Bernard Kerr
- 2018  Gee Atherton
- 2017  Craig Evans
- 2016  Bernard Kerr
- 2015  Ruaridh Cunningham
- 2014  Danny Hart

## Red Bull Hardline Australia

### Charakteristik
Die Rennstrecke befindet sich im Maydena Bike Park auf der Insel Tasmanien und wurde eigens für die Red Bull Hardline angelegt. Designer ist wie in Wales Dan Atherton. Die Strecke führt durch den Dschungel mit wechselnden technischen und Highspeed-Passagen auf unterschiedlichen Untergründen und beinhaltet zahlreiche anspruchsvolle Sprünge einschließlich des Zielsprungs über 30 Meter Länge. 
Auch die Red Bull Hardline Australia ist ein Einladungswettkampf. Im Gegensatz zur Strecke in Wales sind jedoch auch Frauen für das Rennen eingeladen.

### Sieger
| Männer - 2025 Jackson Goldstone - 2024 Rónán Dunne | Frauen - 2025 Gracey Hemstreet (einzige Teilnehmerin) - 2024 Gracey Hemstreet |